# Мелетинский, Елеазар Моисеевич
Елеаза́р Моисе́евич Мелети́нский (22 октября 1918, Харьков, Украинская держава — 16 декабря 2005, Москва, Россия) — советский и российский филолог, историк культуры, основатель исследовательской школы теоретической фольклористики. Доктор филологических наук, профессор. Непосредственный участник создания энциклопедических изданий «Мифы народов мира» и «Мифологический словарь».

## Биография
Родился в Харькове в семье инженера-строителя Моисея Лазаревича Мелетинского и врача-невропатолога Раисы Иосифовны Марголис. Окончил школу в Москве, затем факультет литературы, искусства и языка МИФЛИ (1940).
Во время Великой Отечественной войны окончил курсы военных переводчиков, воевал на Южном фронте, где выходил из окружения после Харьковской катастрофы, затем на Кавказском фронте. Рядовой, затем техник-интендант 2 ранга. 7 сентября 1942 года был арестован по обвинению в антисоветской агитации и измене Родине. 16 октября того же года военным трибуналом был приговорён к 10 годам ИТЛ с последующим поражением в правах сроком на 5 лет и конфискацией имущества (ст. 58-10 ч. 2 и 58-1б УК РСФСР). 15 мая 1943 года был освобождён по состоянию здоровья из тюремной больницы в Овчалах, недалеко от Тбилиси.
В 1943—1944 годах обучался в аспирантуре Среднеазиатского государственного университета в Ташкенте, а после её окончания стал старшим преподавателем этого вуза. В 1945 году защитил кандидатскую диссертацию «Романтический период в творчестве Ибсена».
В 1946 году перешёл в Карело-Финский государственный университет (Петрозаводск) и до 1949 года проработал там заведующим кафедрой литературы (в 1946—1947 годах одновременно заведовал отделом фольклора Карело-финской базы АН СССР).
Вновь был арестован в ходе кампании по борьбе с космополитизмом в 1949 году. Провёл полтора года в следственных тюрьмах (пять с половиной месяцев в одиночной камере), Особым совещанием при МГБ был приговорён к десяти годам лишения свободы, содержался в Каргопольлаге. Был освобождён из лагеря и реабилитирован осенью 1954 года. В лагере одновременно с ним был философ Г. С. Померанц, в чьих эссе Мелетинский выведен под именем Виктора.
С 1956 по 1994 год работал в Институте мировой литературы им. А. М. Горького (ИМЛИ РАН), первоначально в отделе фольклора, затем в группе по изданию «Истории всемирной литературы» (Т. 1—8, М., 1983—1993). Принимал деятельное участие в создании «Истории», являясь членом редколлегии II и III её томов, автором разделов, посвящённых происхождению и ранним формам словесного искусства, литературам средневековой Европы, Дании, Норвегии, Исландии, Швеции, Ближнего Востока, Средней Азии, эпическим традициям народов Кавказа и Закавказья, Центральной Азии и Сибири. Е. М. Мелетинский был ответственным редактором нескольких десятков научных изданий, руководил коллективными трудами ИМЛИ («Памятники книжного эпоса» и др.).
В конце 1960-х годов защитил написанную ещё в Петрозаводске докторскую диссертацию «Герой волшебной сказки», однако несмотря на положительные отзывы академиков М. П. Алексеева, В. М. Жирмунского и Н. И. Конрада, ВАК СССР не присудила учёную степень. Повторно в качестве докторской защитил работу «Происхождение героического эпоса».
Член редакционной коллегии (с 1969) и главный редактор (с 1989) серий «Исследования по фольклору и мифологии Востока» и «Сказки и мифы народов Востока» (выпускаемых Главной редакцией восточной литературы издательства «Наука»; с 1994 — Издательская фирма «Восточная литература»). Был членом Общества по исследованию повествовательного фольклора (Финляндия) и Международной ассоциации по семиотике (Италия).
С 1989 по 1994 год Е. М. Мелетинский был профессором на кафедре истории и теории мировой культуры философского факультета МГУ им. М. В. Ломоносова. С конца 1980-х годов читал лекции в университетах Канады, Италии, Японии, Бразилии, Израиля, выступал на международных конгрессах по фольклористике, сравнительному литературоведению, медиевистике и семиотике.
В начале 1992 года возглавил Институт высших гуманитарных исследований РГГУ. Отдал много сил и времени реализации заложенных в него идей развития рационального гуманитарного знания, широких компаративных и типологических исследований культурных традиций, ликвидации разрыва между научным и педагогическим процессами. В РГГУ он читал курс лекций по сравнительной мифологии и исторической поэтике, руководил работой научных семинаров и создаваемыми здесь коллективными трудами, являлся главным редактором журнала «Arbor mundi» («Мировое древо»), который выпускается Институтом высших гуманитарных исследований с 1992 года.

## Семья
Впервые женился на студентке ИФЛИ, брак был расторгнут после ареста Мелетинского. Вторая жена Мелетинского (1949—1955), Ирина Муравьёва, стала первой женой Г. С. Померанца. На протяжении почти тридцати лет (1958—1987) был женат на филологе Ирине Семенко. После её смерти четвёртой женой Мелетинского стала поэтесса Елена Кумпан.
Похоронен вместе c Еленой Кумпан на Серафимовском кладбище.

## Научная деятельность
Будучи создателем собственной школы в науке, Е. М. Мелетинский является прежде всего продолжателем традиций А. Н. Веселовского (5). К ним он обратился ещё в 1940-е годы под влиянием академика В. М. Жирмунского, единственного человека, которого он называл своим учителем.
Для Мелетинского (вслед за Веселовским и Жирмунским) в центре научных интересов находилось движение повествовательных традиций во времени и их генезис, причем Мелетинского отличает особое внимание к архаической словесности, её социальной и этнокультурной обусловленности. Им рассмотрены судьбы в устной и книжной словесности основных тем и образов мифологического повествования, статус поэтического слова и фольклорного жанра в архаике (7), описаны происхождение и эволюция народной сказки, а также её центрального персонажа — социально-обездоленного младшего брата, сироты, падчерицы (8), изучены первобытные истоки и этапы сложения повествовательных традиций и эпических жанров (9).
Под этим углом зрения на основе огромного сравнительного материала, в своей совокупности охватывающего устные традиции народов всех континентов, им проанализированы основные жанры сказочного и героико-эпического фольклора, начиная с их наиболее ранних форм, сохраненных в ряде бесписьменных культур и отраженных в некоторых образцах древней и средневековой словесности. Следует назвать его статьи о северо-кавказских «нартских» сказаниях (10), о карело-финском (11) и тюрко-монгольском эпосе (12), о фольклоре народов Австралии и Океании (13) и многие другие. В русле той же методологии предпринято монографическое исследование «Старшей Эдды» как памятника мифологического и героического эпоса, что позволило выявить устные основы составляющих её текстов (14).
Продолжая рассмотрение исторической динамики эпических традиций, Е. М. Мелетинский обратился к материалу средневекового романа — во всем многообразии его национальных форм: европейский куртуазный роман, ближневосточный романический эпос, дальневосточный роман, причем в занятиях данной темой он вновь возвратился к исследованиям по медиевистике (именно в сравнительно-типологическом аспекте), начатым в своё время при работе над «Историей всемирной литературы» и продолженным при написании монографии об «Эдде» (15). Своеобразным итогом этих исследований явилась книга «Введение в историческую поэтику эпоса и романа» (16), содержащая описание закономерностей развития эпических жанров от их первобытных истоков до литературы Нового времени. Наконец, к тому же циклу работ примыкает монография, посвященная сравнительно-типологическому анализу новеллы, опять-таки начиная с фольклорной сказки и анекдота и заканчивая рассказами Чехова (17).
Особое место в исследованиях Е. М. Мелетинского занимает мифология, с которой в той или иной степени связаны истоки повествовательного фольклора и наиболее архаические формы литературных мотивов и сюжетов. В его статьях и книгах проанализированы устные мифы аборигенов Австралии и Океании, Северной Америки и Сибири (18), а также отразившиеся в книжных памятниках мифологии народов Древнего мира и Средневековья («Эдда») (19).
Значительный международный резонанс получила обобщающая монография «Поэтика мифа» (20), в которой рассмотрение мифологии предпринято, начиная с её наиболее архаических форм, вплоть до проявлений «мифологизма» в литературе XX века (проза Кафки, Джойса, Томаса Манна).
Е. М. Мелетинский являлся заместителем главного редактора двухтомной энциклопедии «Мифы народов мира» (со времени своего выхода в свет в 1980 году уже выдержавшей несколько изданий), главным редактором во многом дополняющего её «Мифологического словаря» (первое издание — 1988 год[уточнить] ), а также одним из основных авторов обоих трудов. Лауреат Государственной премии СССР (1990) за работу над «Мифами народов мира». Его же перу принадлежат статьи о мифе и мифологии, о Леви-Строссе и его концепциях, о ритуально-мифологической критике и т. д. в «Большой советской энциклопедии» (Т. 14), «Краткой литературной энциклопедии», «Литературном энциклопедическом словаре», «Философском энциклопедическом словаре».
В своих трудах, посвящённых изучению эпических памятников, фольклорно-мифологических циклов и традиций Е. М. Мелетинский выступает прежде всего как фольклорист-теоретик, для которого специальное, сколь угодно подробное рассмотрение устного или книжного текста — лишь этап на пути познания более общих историко-поэтических закономерностей развития повествовательных форм традиционной словесности. Основным инструментом этого познания являются взаимодополняющие приемы сравнительно-типологического и структурно-семиотического исследований.
Обращение Е. М. Мелетинского в 1960-е годы к методам структурно-семиотического анализа соответствует одному из главных направлений исследовательского поиска в отечественной науке. В известном смысле путь от незаконченной «Поэтики сюжетов» А. Н. Веселовского прямо вел к «Морфологии сказки» В. Я. Проппа, в свою очередь заложившей основы структурной фольклористики (21). Тут сыграло свою роль и давнее увлечение Елеазара Моисеевича точными науками, интерес к возможностям их использования в гуманитарных дисциплинах, к применению в данных областях приёмов точного анализа (22).
Со второй половины 1960-х годов Е. М. Мелетинский вел «домашний» семинар, посвященный проблемам структурного описания волшебной сказки; результаты этой работы, развивающей идеи В. Я. Проппа с использованием новых методологических приобретений того периода, докладывались на заседаниях Тартуских Летних школ, публиковались в виде статей в издаваемых Тартуским государственным университетом «Трудах по знаковым системам» под редакцией Ю. М. Лотмана и неоднократно переводились на иностранные языки (23). В 1971 году работы Мелетинского по фольклористике были удостоены международной премии Питре (ни сам Мелетинский, ни его коллеги не попали в Италию на церемонию вручения этой награды).
Обращение к структурно-семиотическим методам сопровождалось у Е. М. Мелетинского не предпочтением синхронического анализа по сравнению с диахроническим (что характерно для структурализма, особенно раннего), а принципиальным совмещением обоих аспектов исследования, типологии исторической и структурной, как это сформулировал сам учёный в одной из статей начала 1970-х годов (24); тенденция, опять-таки преобладающая в отечественной науке, для которой историческое бытие традиции всегда оставалось предметом неослабеваемого внимания.
В фокусе исследовательских интересов Мелетинского находится скорее парадигматический, чем синтагматический уровень анализа; соответственно, используется не только методика В. Я. Проппа (включая её современные интерпретации), но и достижения структурной антропологии, прежде всего — в трудах К. Леви-Стросса (25). С этим связано углубленное изучение семантики фольклорного мотива и сюжета, модель описания которых была разработана Е. М. Мелетинским на материале палеоазиатского мифологического эпоса о Вороне (26).
Занятия глубинной мифологической семантикой традиционного мотива привели учёного к следующей большой теме — исследованию фольклорных архетипов, в «классическое» юнгианское понимание которых Е. М. Мелетинский внёс серьёзные коррективы (27). Опыт изучения архаических, прежде всего мифологических традиций дает ему основание отказаться от несколько одностороннего и модернизированного подхода к проблеме генезиса и функционирования этих древнейших в человеческой культуре ментальных структур. От изучения мифологических архетипов в фольклорной сюжетике учёный перешёл к анализу архетипических значений в произведениях русской классики (28). Вообще в 1990-е годы Елеазар Моисеевич все больше внимания уделял русской литературе XIX века (Пушкину, Достоевскому), рассматривая её в аспектах компаративистики, структурной и исторической поэтики (29).
В книгах и статьях Мелетинского выделяются три доминантных исследовательских направления:
1. типология и исторические трансформации основных образов в мифе и фольклоре, а также в восходящих к ним литературных памятниках Древности, Средневековья и Нового времени.
2. структурные и стадиальные соотношения трех больших жанрово-тематических комплексов устной словесности (миф, сказка, эпос).
3. сюжетная организация фольклорного повествования и семантическая структура мотива.

Исходным материалом при обсуждении подобных вопросов для Мелетинского является миф. Отсюда — устойчивое внимание к архаическим традициям, не только представляющим большой самостоятельный интерес, но и имеющим важнейшее парадигматическое значение для позднейших культурных формаций. При этом Мелетинский избегает и архаизирующей мифологизации современности, и неоправданной модернизации архаики. Тем не менее, именно в архаике обнаруживаются истоки и наиболее выразительные проявления «базовых» ментальных универсалий, проступающих в сказочно-эпических повествовательных структурах и в глубинных значениях литературно-фольклорных мотивов. Изучение структурной типологии традиционных сюжетов и семантики мотивов приводит Е. М. Мелетинского к формулированию концепции литературно-мифологических архетипов.
Наличие близких содержательных и формальных подобий в семиотических текстах разных культур, в том числе — не связанных между собой родством или близким соседством, демонстрирует наличие принципиального единообразия в мировом литературном процессе. Это наиболее наглядно видно в фольклорных традициях — прежде всего, в архаических (хотя далеко не только в них). Какой бы областью словесности не занимался Е. М. Мелетинский, он всегда оставался фольклористом.
Общий ракурс, объединяющий в единое целое многообразную научную деятельность Е. М. Мелетинского — исследователя мифа и фольклора, древнескандинавской «Эдды», средневекового романа и новеллы, архетипов в русской классической литературе, мифологизма в прозе XX века и ещё многого другого, — это историческая поэтика повествовательных форм, начиная с архаической мифологии и вплоть до новейшей литературы. При всех изменениях предмета исследования он на протяжении своей более чем полувековой научной деятельности оставался верен этой главной теме.
В последние годы жизни Е. М. Мелетинский — директор Института высших гуманитарных исследований РГГУ, член научных советов РГГУ и ИМЛИ РАН, Научного совета по мировой культуре РАН.

## «Миф и сказка»
«Миф и сказка» — статья Е. А. Мелетинского, которая была опубликована в 1970 году. В работе Е. А. Мелетинский разбирает и различает миф и сказку, анализирует основания этого различения, а также соотношение мифа и сказки друг к другу.
Различение сказки и мифа, а также обозначение таких различий, согласно Е. А. Мелетинскому, имеет под собой как теоретический, так и практический вес. Если со стороны теории их различение это вопрос первобытной синкретической идеологии (мифа) и искусства (сказки), то с практической точки зрения их различение это вопрос архаической культуры. Именно в архаической культуре мы не совсем явно и чётко можем отследить отпочкование сказки от мифа, тем самым имея в конечном счёте некий их жанровый генезис.
Некоторые исследователи склонны определять миф разновидностью сказки (среди таких исследователь — С. Томпсон), некоторые же — приверженцы позиции, что архаичные, первобытные сказки есть мифы по своей сути. Имеется так же позиция компромисса, когда используется термин «мифологическая сказка», будто бы объединяющий ключевые характеристики мифа и сказки.
Само слово миф, пишет Мелетинский, имеет древнегреческие корни и уже с этих древнегреческих корней мы наблюдаем некоторое смешение мифа и сказки, когда миф есть не что иное, как повествование, история и былина. Такие «мифы» и есть сказки по своей сути. Вообще представляется несостоятельным причисление первобытной сказки и первобытного мифа к разным областям, так как первобытный мир и есть повествование, он принципиально повествователен.
С развитием фольклора, филологии и вообще гуманитарных дисциплин выдвигались различные теории и концепции, которые предлагали ряд характеристик, на основании которых можно было бы отличить миф от сказки и наделить их собственными существенными отличительными признаками. Так, Мелетинский указывает на существование мифологической школы XIX века, представители которой различали повествования о богах и героях. Пишет он и о неомифологиритуалистах, которые на первое место ставят связь ритуала и мифа.
Сам же автор предлагает выделить некоторый оптимальный набор дифференциальных признаков, следуя которым становится возможным отличение мифа от сказки.
Данный набор выглядит следующим образом: (сказке чаще всего чисто номинально будет присуща негативная оценка)

### Признаки группы А (соответствующие интерпретации среды)
1. Ритуальность — неритуальность
2. Сакральность — несакральность
3. Достоверность — недостоверность
4. Этнографический конкретный тип — фантазиусловно-поэтический

### Признаки группы Б (соответствующие содержанию самого произведения)
1. Мифический герой — немифический
2. Доисторическое время — внеисторическое
3. Космичность изображения объекта — его индивидуальность
Данный набор признаков является оптимальным, но не всеобъемлющим и отсутствие какого-либо признака при анализе различения мифа от сказки не столь существенен. Так, до сих пор ведутся споры о необходимости ритуальности для мифа. Процесс трансформации мифа в сказку связан с десакрализацией мифа через приобщение к нему всего коллектива, а не элитарную группу лиц, деритуализацию, через развитие сознательной выдумки и ослабление строгой веры в истинность и нерушимость мифа. Один из признаков трансформации мифа в сказку есть уменьшение масштаба действий, а именно переход от коллективного к индивидуальному началу, к единственному герою сказки.
Сказка как и миф отражает космический порядок, однако с приобщением к мифу большего количества людей, с ослаблением веры в миф за счёт наличия выдумки, с трансформацией альтруистического мифического героя в сказочного лукавого трикстера миф неизбежно поддаётся трансформации и более не является мифом, а становится сказкой.
Важным моментов в отрыве сказки от мифа служит отрыв сказки от народных верований. Упадок же мифологического мировоззрения, которое превратилось в поэтическую форму волшебной сказки, стало окончательным разрывом синкретической связи с мифом. Первобытный миф есть серия приобретений и потерь мифологических героев, а классическая волшебная сказка, пишет Мелетинский, представляет собой сложную иерархическую структуру, где основное испытание героя противопоставляется испытанию, предворяющему основное.
Тем не менее, даже имея набор оптимальных дифференцирующих признаков, на деле бывает затруднительно подвести то или иное фольклорное произведение под разряд мифа или сказки. Связано это с различным отношением к двум этим видам фольклора разных народностей и их спецификой изображения и повествования жизни.
«Таким образом, если в диахроническом аспекте различия между мифом и сказкой очевидны, особенно при сравнении исторически крайних форм, то в синхроническом плане эти различия гораздо более зыбки из-за текучести восприятия текста самими носителями фольклора…» — пишет Е. М. Мелетинский. По итогу мы имеем дело не столь с распределением и подведением того или иного произведения под «жанр», а с тем, что многие тексты объединяют в себе миф и сказку и становятся неким их слиянием.
В заключении своей работы автор вновь приводит ряд оптимальных отличительных признаков, закрепляя наше о них знание, ключевыми из которых становятся наборы признаков, описанные выше.

## Сочинения

### Монографии
- (8)Герой волшебной сказки. Происхождение образа. М., ИВЛ. 1958. 264 с. 5000 э.
- (9)Происхождение героического эпоса. Ранние формы и архаические памятники. М., ИВЛ. 1963. 462 с 1800 э. = М., 2004.[перевод на китайский язык (Ланьчжоу, 2007), польский (Kraków, 2009)]
- (14)"Эдда" и ранние формы эпоса. (Серия «Исследования по теории и истории эпоса»). М., Наука. 1968. 364 с 2000 э. (английский перевод: Trieste, 1998).
- (20)Поэтика мифа. (Серия «Исследования по фольклору и мифологии Востока»). М., Наука. 1976. 407 с 5500 э. (2-е изд.: М., 1995) [переводы на польский (Warszawa, 1981), сербский (Beograd, 1984), венгерский (Budapest, 1985), португальский (Rio de Janeiro, 1987), чешский (Praha, 1989), словацкий (Bratislava, 1989), китайский (Пекин, 1990), итальянский (Roma, 1993), болгарский (София, 1995), английский (New York — London, 1998)] языки.
- (18) Палеоазиатский мифологический эпос (цикл Ворона). Серия «Исследования по фольклору и мифологии Востока»). М., Наука. 1979. 229 с.6000 э.
- (15)Средневековый роман. Происхождение и классические формы. М., Наука. 1983. 304 с 5000 э.
- (16)Введение в историческую поэтику эпоса и романа. М., Наука. 1986. 318 с 4500 э.

(итальянский перевод: Bologna, 1993).
- (17)Историческая поэтика новеллы. М., Наука. 1990. 279 с 3000 э.
- (27)О литературных архетипах. М., 1994. 134 с 3500 экз. (Чтения по теории и истории культуры ИВГИ РГГУ. Вып. 4), с. 5-68 («О происхождении литературно-мифологических сюжетных архетипов»); эта книга переведена на португальский язык (Sao Paulo, 1998). Скачать полный текст
- Достоевский в свете исторической поэтики. Как сделаны «Братья Карамазовы». М.,РГГУ.1996.112 с (Серия «Чтения по теории и истории культуры». Вып.16).
- От мифа к литературе: Уч.пособие. М., РГГУ. 2000. 169 с.
- Заметки о творчестве Достоевского. М., РГГУ. 2001. 188 с.

### Статьи
- (1)Моя война // Избранные статьи. Воспоминания. М., 1998, с. 438.
- (2)На войне и в тюрьме // Избранные статьи. Воспоминания. М., 1998, с. 429—572.
- (3)Памятники книжного эпоса. Стиль и типологические особенности (М., 1978) (совм. с др.).
- (4)История всемирной литературы. Т. 1-5, М., 1984—1988 и (совм. с др).
- Возникновение и ранние формы словесного искусства // История всемирной литературы: в 9 (8) томах. Т. 1. — М.: Наука. 1983. — с. 23—52.
- (5)"Историческая поэтика" А. Н. Веселовского и проблема происхождения повествовательной литературы // Историческая поэтика (Итоги и перспективы изучения). М., 1986, с. 25-52.
- (7)Предки Прометея (Культурный герой в мифе и эпосе) // Вестник истории мировой культуры, № 3 (9), май-июнь 1958, с.114-132 (Избранные статьи. Воспоминания, с. 334—359);
  - Об архетипе инцеста в фольклорной традиции (особенно в героическом мифе) // Фольклор и этнография. У этнографических истоков фольклорных сюжетов и образов. Сб. научных трудов. Л., 1984 (Избранные статьи. Воспоминания, с. 297—304; китайский перевод: Пекин, 1990);
  - Миф и историческая поэтика фольклора // Фольклор. Поэтическая система. М., 1977, с. 23-41 (Избранные статьи. Воспоминания, с. 11-32);
  - Поэтическое слово в архаике // Историко-этнографические исследования по фольклору. Сборник статей памяти С. А. Токарева. М., 1994, с. 86-110;
  - Мелетинский Е. М., Неклюдов С. Ю., Новик Е. С. Статус слова и понятие жанра в фольклоре // Историческая поэтика. Литературные эпохи и типы художественного сознания. М., 1994, с. 39-105.
  - Женитьба в волшебной сказке (её функция и место в сюжетной структуре) // Избранные статьи. Воспоминания. М., 1998, с. 305—317 (1-е изд. на нем. яз. — Acta Ethnographica Academiae Scientiarum Hungaricae. T. 19, Budapest, 1970, p. 281—292);
  - Миф и сказка // Фольклор и этнография. М., 1970 (Избранные статьи. Воспоминания, с. 284—296).
  - Первобытные истоки словесного искусства // Ранние формы искусства. М., 1972, с. 149—190 (Избранные статьи. Воспоминания, с. 52-110);
  - О генезисе и путях дифференциации эпических жанров // Русский фольклор. Материалы и исследования. V. М.-Л., 1960, с. 83-101;
  - Вопросы теории эпоса в современной зарубежной науке // Вопросы литературы, 1957, № 2, с. 94-112;
  - Проблемы изучения народного эпоса // Вопросы литературы, 1963, № 4, с. 196—200;
  - Народный эпос // Теория литературы. Роды и жанры литературы. М., 1964;
  - Судьба архаических мотивов в былине // Живая старина, 1998, № 4 (20), с. 12-13.
- (10)Место нартских сказаний в истории эпоса // Нартский эпос. Материалы совещания 19-20 октября 1956 г. Орджоникидзе, 1957, с. 37-73.
- (11)К вопросу о генезисе карело-финского эпоса (Проблема Вянямейнена) // Советская этнография, 1960, № 4, с. 64-80.
- (12)О древнейшем типе героя в эпосе тюрко-монгольских народов Сибири // Проблемы сравнительной филологии. Сборник статей к 70-летию чл.-корр. АН СССР В. М. Жирмунского. М.-Л., 1964, с. 426—443 (Избранные статьи. Воспоминания, с. 360—381).
- (13)Фольклор австралийцев // Мифы и сказки Австралии. М., 1965, с. 3-24;
  - Мифологический и сказочный эпос меланезийцев // Океанийский этнографический сборник. М., 1957, с. 194—112;
  - Повествовательный фольклор Океании // Сказки и мифы Океании. М., 1970, с. 8-33.
  - Проблемы сравнительного изучения средневековой литературы (Запад/Восток) // Литература и искусство в системе культуры. Сб. в честь Д. С. Лихачева. М., 1988, с. 76-87 (Избранные статьи. Воспоминания, с. 401—418).
  - Сказка-анекдот в системе фольклорных жанров // Жанры словесного текста: Анекдот / Учебный материал по теории литературы. Таллин, 1989, с. 59-77 (Исследования по славянскому фольклору и народной культуре. Studies in Slavic Folklore and Folk Culture. Вып. 2. Oakland, Specialties, 1997, p. 42-57; Избранные статьи. Воспоминания. М., 1998, с. 318—333);
  - Малые жанры фольклора и проблемы жанровой эволюции в устной традиции // Малые жанры фольклора. Сборник статей памяти Г. А. Пермякова. М., 1995, с. 325—337.
- (19)Мифы древнего мира в сравнительном освещении // Типология и взаимосвязи литератур древнего мира. М., 1971, с. 68-133 (Избранные статьи. Воспоминания. М., 1998, с. 192—258);
- «Эдда» и ранние формы эпоса; Скандинавская мифология как система // Труды по знаковым системам VII, Тарту, 1975, с. 38-52 (Избранные статьи. Воспоминания, с. 259—283; английский перевод: Journal of Symbolic Anthropology, 1973, № 1, 2).
- (21)Структурно-типологическое изучение сказки // Пропп В. Я. Морфология сказки. М., 1969, с. 134—166 [переводы на французский (Propp V. Morphologie du conte, Paris, 1970, p. 201—254), словацкий (Propp V.J. Morfologia rozpravky. Bratislava, 1971, p. 149—189), немецкий (Propp V. Morphologie des Maerchens, Muenchen, 1972), португальский (Lisboa, 1978; Rio de Janeiro, 1984), грузинский (Тбилиси, 1984), венгерский (Budapest, 1995) языки]; Meletinskij E.M., Nekljudov S.Ju., Novik E.S., Segal D.M. La folclorica russa e i prblemi del metodo strutturale // Ricerche semiotiche. Nuove tendenze delle scienze umane nell’URSS. Torino, 1973, p. 401—432.
- (22)"Я с юности проникся мечтой о превращении гуманитарных наук в точные…" // Новая газета, 29 сентября 1993, № 38, с. 5.
- (23)Мелетинский Е. М., Неклюдов С. Ю., Новик Е. С., Сегал Д. М.: Проблемы структурного описания волшебной сказки // Труды по знаковым системам IV, Тарту, 1969, с. 86-135; Ещё раз к проблеме структурного описания волшебной сказки // Труды по знаковым системам V, Тарту, 1971, с. 63-91. Переводы на английский [Soviet Structural Folkloristics. The Hague — Paris, 1974, p. 73-139 (первая статья)], немецкий [Semiotica Sovietica. Sowijetische Arbeiten der Moskauer und Tartuer Schule zu sekundaere№ modellbildende№ Zeichensystemen (1962—1973). Aachen, 1986, S. 199—318], французский [Travaux de semiotique narrative. Quebec, 1992, p. 1-82], итальянский [La struttura della fiaba. Palermo, 1977, 137 p.] языки.
- (24) Сравнительная типология фольклора: историческая и структурная// Philologica. Памяти акад. В. М. Жирмунского. Л., 1973;
  - Структурная типология и фольклор // Контекст 1973. М., 1974, с. 329—346;
  - К вопросу о применении структурно-семиотического метода в фольклористике // Семиотика и художественное творчество. М., 1977, с. 152—170 (Избранные статьи. Воспоминания, с. 33-51).
- (25)Клод Леви-Стросс и структурная типология мифа // Вопросы философии, № 7, 1970;
  - Клод Леви-Стросс. Только этнология? // Вопросы литературы, 1971, № 4, с. 115—134;
  - Структурное исследование мифологии у Леви-Стросса // Направления и тенденции в современном зарубежном литературоведении и литературной критике. М., 1974;
  - Мифология и фольклор в трудах К. Леви-Строса // Леви-Стросс К. Структурная антропология. М., 1983, с. 467—523 (2-е изд. — 1986).
- (26)Палеоазиатский мифологический эпос, с. 144—178.
  - Трансформации архетипов в русской классической литературе // Мелетинский Е. М. О литературных архетипах, с. 69-133.
- (29) Достоевский в свете исторической поэтики  Как сделаны «Братья Карамазовы» М., 1996 (Чтения по теории и истории культуры ИВГИ РГГУ. Вып. 16);
  - Трансформация иностранных литературных моделей в творчестве Пушкина // Диалог / Карнавал / Хронотоп, № 3 (24), Витебск — Москва, 1998, с. 5-37;
  - Тема «пограничной» ситуации между жизнью и смертью в поздних произведениях Пушкина // ПОЛУТРОПОN. К 70-летию Владимира Николаевича Топорова. М., 1998.
- (30)Публикации в журналах «Театральная жизнь» (№ 22, 1989), «Наше наследие» (1990, № 2), «Если. Журнал фантастики & футурологии» (1994, № 9), «Звезда» (1995, № 8), «Cult Revista brasiliera de literatura» (1999, март) и в газетах «Il Mattino di Padova» (22. 09. 1991), «Независимая газета» (№ 100, 27. 09. 199; № 168, 02. 09. 1992), «Новая газета» (№ 38, 29. 09. 1993), «Литературная газета» (№ 6 [5434], 10. 11. 1993), «Култура» [Болгария] (30. 12. 1994) и др.
- Избранные статьи. Воспоминания. М., РГГУ. 1998. 576 с.